# Milan Meliš
Milan Meliš (* 25. listopadu 1963) je bývalý slovenský fotbalista.

## Fotbalová kariéra
V československé lize hrál za ZVL Považská Bystrica. Nastoupil v 6 ligových utkáních. Ve druhé nejvyšší soutěži hrál i za Spartak ZŤS Dubnica nad Váhom.

## Ligová bilance
| Ročník                                      | Zápasy | Góly | Minuty | Klub                          |
| ------------------------------------------- | ------ | ---- | ------ | ----------------------------- |
| 1. slovenská národní fotbalová liga 1982/83 | 19     | 0    | –      | Spartak ZŤS Dubnica nad Váhom |
| 1. slovenská národní fotbalová liga 1983/84 | 21     | 3    | –      | Spartak ZŤS Dubnica nad Váhom |
| 1. slovenská národní fotbalová liga 1984/85 | 3      | 0    | –      | Spartak ZŤS Dubnica nad Váhom |
| 1. slovenská národní fotbalová liga 1985/86 | 21     | 2    | –      | Spartak ZŤS Dubnica nad Váhom |
| 1. slovenská národní fotbalová liga 1986/87 | 24     | 1    | –      | Spartak ZŤS Dubnica nad Váhom |
| 1. slovenská národní fotbalová liga 1987/88 | 26     | 2    | –      | ZVL Považská Bystrica         |
| 1. slovenská národní fotbalová liga 1988/89 | 29     | 3    | –      | ZVL Považská Bystrica         |
| 1. československá fotbalová liga 1989/90    | 6      | 0    | 432    | ZVL Považská Bystrica         |
| CELKEM                                      | 6      | 0    | 432    |                               |